# Deathstalker
Deathstalker (El último guerrero en España y El cazador de la muerte en Argentina) es una película argentina-estadounidense de acción-aventuras de 1984 dirigida por James Sbardellati sobre el guion de Howard R. Cohen. La película de bajo presupuesto fue filmada en Eastmancolor y se estrenó en octubre de 1984 en Estados Unidos.
Deathstalker fue una de las diez coproducciones que el productor estadounidense Roger Corman realizó en Buenos Aires en asociación con Aries Cinematográfica Argentina, durante el período entre 1982 y 1990. El filme tuvo mucho éxito en Estados Unidos, y dio inicio a una saga que se completó con tres películas más.

## Sinopsis
Durante la Edad Oscura, el rey depuesto y exiliado de un antiguo reino medieval le encarga al guerrero Deathstalker la tarea de capturar a una bruja para obtener y unir los "tres poderes de la creación": un cáliz, un amuleto y una espada; y así evitar que el malvado mago que usurpó la corona, Munkar, los obtenga para sus propios y nefastos propósitos.

## Reparto
- Rick Hill	...	Deathstalker
- Barbi Benton ... Codille
- Richard Brooker ... Oghris
- Lana Clarkson	...	Kaira
- Victor Bo ... Kang
- Bernard Erhard ... Munkar
- Augusto Larreta ... Salmaron
- Verónica Llinás ... Toralva (como Lillian Ker)[1]
- Marcos Woinsky ... Gargit
- Adrian De Piero ... Nicor
- Patrick Duggan ... Colobri
- Jorge Sorvik ... King Tulak
- Boy Olmi ... Joven ladrón
- Horacio Marassi ... Líder de las Criaturas
- Gabriela Rubinstein ... Tarra
- Sebastián Larreta ... Talan
- Amalia Marty ... Zaptiah
- Claudio Petty	... Guardia
- Rudy Kumze ... Guardia 2